# 上高津貝塚ふるさと歴史の広場
上高津貝塚ふるさと歴史の広場（かみたかつかいづかふるさとれきしのひろば）は、茨城県土浦市上高津にある博物館。1995年（平成7年）10月17日に開館した。

## 概要
上高津貝塚ふるさと歴史の広場は、上高津貝塚が1977年（昭和52年）に国の史跡に指定されたことを受け、その後貝塚の復元調査を行い、1995年に登録博物館として開館した。
施設は国の史跡である上高津貝塚と、隣接する考古資料館により構成される。

### 上高津貝塚
上高津貝塚は縄文時代後・晩期の遺跡で、当時入り江だった霞ヶ浦から得られた豊富な魚や貝・塩、周辺の動植物などを採取して生活していたムラの跡である。

## 敷地内の主な施設
- 考古資料館
- 貝層断面展示施設
- 掘立柱建物（復元）
- 竪穴建物（復元）
- 縄文時代の森（復元）

### 考古資料館内

#### 常設展示室
常設展示室内の展示は次の通り。
| 順 | 展示内容           | 詳細 |
| -- | ------------------ | --- |
| A  | プロローグ         | 縄文時代と上高津貝塚の歴史                                                                                         |
| B  | 縄文時代の土浦     | 霞ヶ浦の今と昔、縄文時代の風景                                                                                     |
| C  | 上高津貝塚のムラ   | 上高津貝塚の成り立ち、貝塚とムラ                                                                                   |
| D  | 上高津貝塚人の生活 | 1. 食べること - 採集 - 2. 食べること - 調理 - 3. 住むこと - 家 - 4. 装うこと - 衣服と装身具 - 5. 祈ること - 信仰 - |
| E  | 縄文時代の終わり   | 縄文時代の終わり、その後の上高津貝塚                                                                               |
| F  | ビデオコーナー     | もっと詳しく見る・聞く・まなぶ                                                                                     |
| G  | 体験コーナー       | 再現した縄文時代の道具や衣服を、触ったり着たりすることができる。                                                   |

#### 企画展示室
常設展示の他に、定期的に展示を変え企画展を行っている。

## 敷地外の施設

### 武者塚古墳展示施設
土浦市上坂田1153番地にある武者塚古墳は、出土品が国の重要文化財に、古墳が市指定史跡になっている。
当館の付属施設として、古墳の石室が土浦市上坂田の現地に保存されている。

## 利用案内
以下の情報は2019年3月現在のもの。
- 入館料 - 一般105円、小中高生50円、一般団体75円、小中高生団体30円（団体料金は20名以上から）、小中高生は毎週土曜日入館料無料　※茨城県民の日（11月13日）は入館料無料　※広場は無料
- 開館時間 - 9時～16時30分
- 休館日 - 毎週月曜日（祝日の場合は翌日）、祝日の翌日（その日が土日祝日の場合は次の平日）、年末年始（12月28日～1月4日）

## アクセス
- 常磐自動車道 土浦ICおよび桜土浦ICから車で約15分。
- JR常磐線土浦駅 西口6番乗り場からJRバス関東「イオンモール土浦」行・乗車10分、終点から徒歩20分。